# NCSM Barrie (K138)
Le NCSM Barrie (K138) était une corvette de classe Flower qui a servi dans la Marine royale canadienne pendant la Seconde Guerre mondiale. Elle a servi principalement dans la bataille de l'Atlantique comme escorteur de convoi. Elle a été nommée pour la ville de Barrie, en Ontario.

## Historique
Les corvettes de classe Flower servant dans la Marine royale canadienne pendant la Seconde Guerre mondiale étaient différentes des corvettes britanniques. Elles ont été nommées en grande partie d'après les communautés, afin de mieux représenter les personnes qui ont participé à leur construction.

### Service de guerre
Après sa mise en service, Barrie a été affecté à l'escorte  du convoi SC 43 mais elle a quitté le convoi tôt pour se diriger vers Belfast en raison de défauts majeurs. Après avoir terminé les réparations, Barrie a servi d'escorte océanique jusqu'en mai 1942. Le 9 février 1942, elle a sauvé 38 survivants du navire marchand britannique SS Empire Fusilier (en), qui avait été torpillé et coulé au sud-est de Saint-Jean de Terre-Neuve par le U-85. En mai 1942, elle est affectée à la Western Local Escort Force (WLEF). Elle est restée avec le WLEF pour le reste de la guerre. En juin 1943, elle est affectée au groupe d'escorte W-1. Barrie est restée avec W-1 pendant une grande partie de la guerre, sauf pendant une courte période en 1944 où elle a été temporairement affectée au groupe d'escorte W-8.

### Service après-guerre
Barrie a été retiré du service le 26 juin 1945 à Sorel-Tracy, Québec . Elle a été vendue à des intérêts mercantiles argentins en 1947. Elle a été rebaptisée Gasestado. En 1957, Gasestado est repris par la marine argentine et rebaptisé ARA Capitán Cánepa. Elle a été employée comme navire d'étude jusqu'à ce qu'elle soit démolie en 1972.